# 厂窖惨案
厂窖惨案是中国抗日战争期间，大日本帝国军队在中华民国湖南省汉寿县厂窖镇对当地居民实施的屠杀、强奸以及纵火等一系列战争罪行与反人类罪行的统称。惨案发生于1943年5月9日至5月12日，期间有3万名中国军民遭到日军杀害，2000多名妇女被日军强奸。是中国抗日战争中日军制造的规模仅次于南京大屠杀的屠杀事件。

## 背景
1943年，中日双方爆发了鄂西会战。日军一部向常德佯动，主力则沿长江而上，意图歼灭长江南岸鄂西地区的中国军队。3月9日，日军占领华容。5月，占领南县、安乡等整个洞庭湖北岸地区。5月7日至8日，日军2000余人由陆路和水路同时向厂窖进攻，同时用多艘汽艇封锁澧水及沿湖一线水上交通，切断中国军队及逃难民众的后退出路。日军飞机从武汉、当阳等地起飞，分批至厂窖一带上空，进行扫射和轰炸，以配合水陆的进攻。5月8日，日军第40师团小柴支队和户田支队、第34师团针谷支队和高品彪独立混成第17旅团以四面合围之式包围厂窖镇，将准备渡江至常德的滨湖驻防部队国民革命军第七十三军一部及外地难民、当地居民等数万人围困至厂窖。

## 事件

### 屠杀
由于厂窖镇背靠洞庭湖且三面环水，被困的当地民众和军队无路可逃，日军得以水陆并进，对困于此的73军残部围剿的同时，对当地民众也大肆屠杀。5月9日凌晨，数百名日军在厂窖永固垸一带登陆，永固垸位于厂窖中心地带距离东西河道较远，被认为较安全，因此聚集了几千名当地居民和难民。日军登陆后即将当地民众进行无差别屠杀，逼迫民众跪下或成串捆绑起来用刀砍或刺刀捅杀。5月11日，日军驱赶数百人到永固垸的一线沟港中去打捞中国军队丢下的枪弹。因天气寒冷，塘水又深，民众不愿配合，所以打捞了很久皆无收获。随后一名日军军官命令士兵将参与打捞的人通通赶上岸，赶到一个空坪跪下。指挥士兵用机枪向人群扫射，扫射的幸存者则被逼入深水塘。用刺刀刺死和石头砸死，日军撤离后，幸存者挖坑埋葬遇害者者达到1000多人。被当地人被称为“千人坑”。
厂窖垸甸安河一带(又名黑洲子)，是南县到汉寿、常德的必经通道。5月10日，日军对被困于此的6000多名七十三军溃兵和当地居民、进行无差别屠杀，10日清晨，日军先以飞机对地面进行轰炸，而后从四面登陆包围，并向人群开枪射击。遇害者的尸体腐烂后的气味几里之外还可闻到。被当地人叫做“血水河”。
在瓦连内堤，日军沿长堤进行了五次扫荡，杀死3000余人。在厂窖玉成垸，日军用刀砍死民众30多人。离厂窖不远的汉寿县全成村在3天内有近200人被日军杀死，日军先后强迫200多个平民跪倒在地，然后架着机枪扫射，将大部分人杀害，其中不少是外地逃难的难民。另外一些地方的屠杀包括：将当地居民三五十人为一串，用纤索捆绑拴至汽艇后面，拖在河里淹死。或者用纤绳织成活套结，将船民、难民的脖子成串锁住，然后逼入河中使其死去。

### 奸淫及劫掠
据统计，日军在厂窖惨案期间，强奸妇女2000余人。平民杨凤山家里躲了60多个村民。日军将其中20多个妇女赶进另一所民房进行轮奸后放火点燃房屋，将其全部烧死。日军对厂窖地区进行了大规模的掠夺。 金银、铜铁器及部分粮食均被运走，而无法搬运的物品和粮食则被销毁。厂窖境内的垸堤被日军掘毁10多处，致使多处被淹。另据统计，厂窖惨案期间，日军焚毁房屋3000多间，烧毁船只2500多艘。

### 遇难者人数
据中国方面统计的遇难者共计3万人，1972年，益阳、南县、厂窖三级政府对厂窖惨案进行的调查报告中记载，厂窖本地遇难者7000余人，外地难民约12000余人，国民革命军第七十三军官兵5000余人，厂窖附近死亡6000余人，称厂窖惨案遭日军杀害者共计3万余人。1986年建立的厂窖惨案遇难同胞纪念碑在碑文中使用了这个统计结果。

## 后续及媒体报道
1943年6月25日，耒阳《国民日报》报道厂窖惨案称惨案“堪比扬州十日”。重庆《阵中日报》记者袁琴心曾在会战结束后到厂窖调查称“厂窖河里的死尸，简直使船不能通过。只要船身往河里一动，前后左右都翻出死尸来。”
与南京大屠杀不同，因日军肆虐迅猛，且地处褊狭，惨案发生后很长一段时间内并无有组织的调查或抚恤。因少有文献记载(除少量的媒体报道外)，加之实物证据也未曾被有意识地收集，因此厂窖惨案关注度和影响力皆不高。

## 争议
中国大陆学者熊耀才在《一九四三年厂窖惨案述评》中称，国民政府的消极抗战政策也是导致厂窖惨案的原因之一。他指出，滨湖一带国军十倍于日军兵力，面对日军进攻却未作出有效的抵抗，反而面对日军进攻纷纷溃退，驻华容的暂编第5师降敌，而驻南县、安乡的第77师和15师未待日军进攻便向常德方向撤退，沿途也未做大规模抵抗，从而导致6000多名士兵被日军合围在厂窖杀害。
1943年8月2日，湖南汉寿地区民众向重庆国民政府内政部致电，在电文中描述了厂窖惨案的过程和当地受灾的情况，并提出减免赋税和兵役，及配发赈灾物资和呼吁捐款的请求。随后内政部向湖南省政府发出“查明核办”的公函，湖南省政府回复称已向灾区发放10万赈灾款，计划再发放94万。而据李震《湖南西北角》中记述，到1947年，厂窖惨案遇难者家属仍未收到政府的抚恤款。

## 纪念
1986年，中共南县县委、南县人民政府修建了厂窖惨案遇难同胞纪念碑，1996年，湖南省人民政府将“厂窖惨案遗址”公布为省级重点文物保护单位。2008年，在纪念碑不远处修建了厂窖惨案遇难同胞纪念馆。2013年，厂窖惨案遗址被中国国务院列入第七批全国重点文物保护单位。

## 描述作品
电影《厂窖惨案》（2010年，中国大陆）